# Гессле, Пер

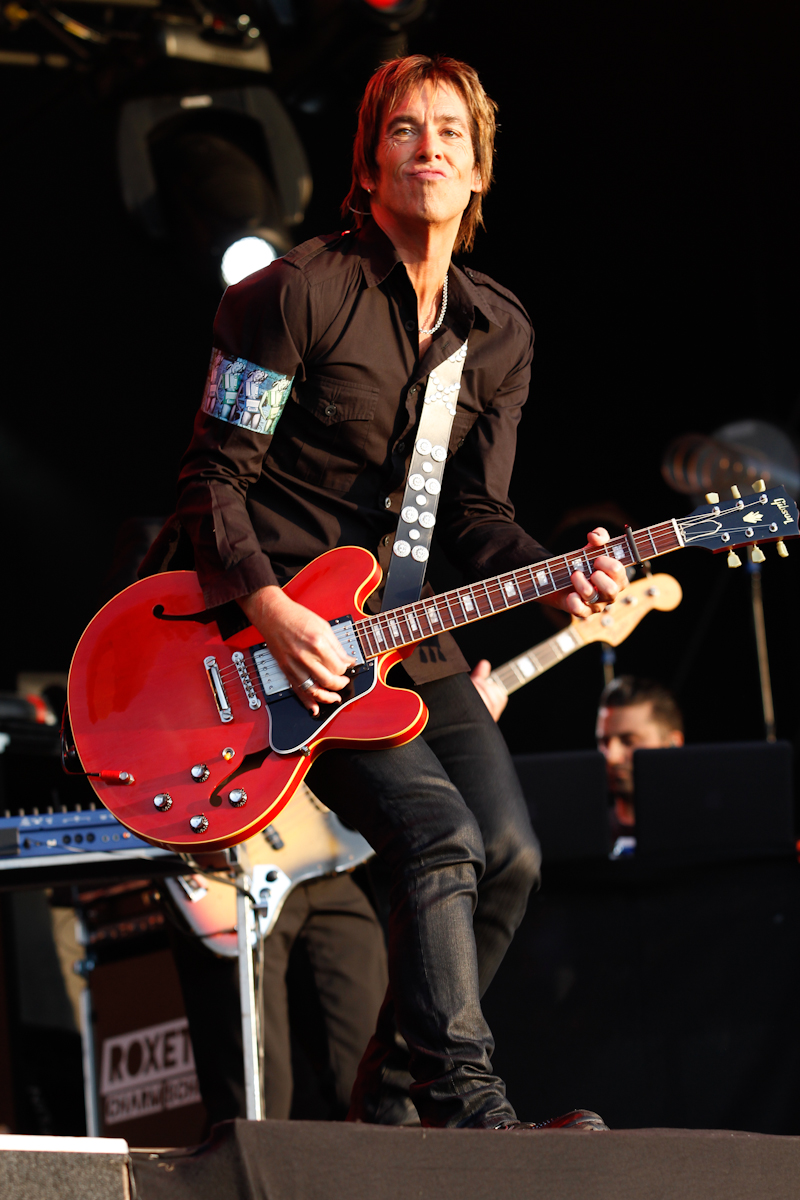
Пер Гессле, 2011.

Пер Хо́кан Ге́ссле (швед. Per Håkan Gessle; 12 января 1959 года, Хальмстад, Халланд, Швеция) — шведский музыкант-мультиинструменталист, композитор, продюсер, автор более 1000 песен и вокалист групп Gyllene Tider, Roxette, Mono Mind и других.
Основатель групп Gyllene Tider в 1979 году и дуэта Roxette в 1986 году (вместе с подругой и певицей Мари Фредрикссон). Также работал вместе со шведским певцом Ниссе Хельбергом в проекте «The Lonely Boys». Другие группы Пера: Son of a Plumber, Mazarinerna (неофициальное название), Pepcis, Grape Rock, Peter Pop & The Helicopters, Spannande Ostar и Per’s Garage.
За свою 30-летнюю карьеру, начав играть гаражный рок в 1978 году, Пер успел поэкспериментировать с разными стилями: рок, поп-рок, поп, евродэнс, easy listening, блюз, кантри, европоп и другими. Добившись признания в Швеции, он стал одним из самых популярных исполнителей за всю историю королевства — ведущие таблоиды страны не раз называли его «королём поп-музыки». Одним из поклонников творчества Пера является сам король Швеции Карл XVI Густав, а также его дочь, кронпринцесса Виктория. Пер Гессле также включён в путеводитель, который издаёт министерство туризма Швеции. Шведская пресса даже сравнивает его с немецким поэтом Гёте.
Сольная карьера Пера, начавшаяся в 1978 году, продолжается до сих пор. Отметив 20-летие Roxette в 2006 году и 30-летие Gyllene Tider в 2009 году, он продолжает выступать.
Деятельность Пера Гессле не ограничивается записью музыкальных альбомов. Он активно продюсирует песни молодых исполнителей, является совладельцем отеля, коллекционирует гитары, спортивные автомобили и произведения искусства, с 2008 года ведёт собственную передачу на американской спутниковой радиостанции, а также выпускает серию вин под своим именем: «Per Gessle Selection».

## Биография

### Детство и юность
Пер Гессле родился в городе Хальмстад на западном побережье Швеции и был младшим из трёх детей. Семья принадлежала к среднему классу и жила без каких-либо крупных финансовых проблем. Семья Гессле часто переезжала с места на место в округе Хальмстада до тех пор, пока отец Пера, Курт, не построил дом. По профессии он был водопроводчиком, содержал собственную небольшую компанию и бо́льшую часть времени посвящал работе. Мать Пера, Элизабет, работала дома и заботилась о семье, а также давала частные уроки по росписи фарфора.
Отец музыканта, урождённый Курт Оскар Юханссон (швед. Kurt Oskar Johansson) в марте 1939 года подал просьбу в Департамент юстиции о смене фамилии. Первым выбором была фамилия Йернео (швед. Jerneå), альтернативные желаемые имена — «Гессле» (швед. Gessle) и «Веннборн» (швед. Wennborn). По какой-то причине смену фамилии на Йернео Департамент не одобрил, но второй выбор Департамент удовлетворил. С тех пор Курт Оскар Юханссон именовался Курс Оскар Гессле.
Семья Пера Гессле:
|  |  |  |  |                                                                               |                                                                               |                                                                               |                                                                               | Гюнборг Элизабет Юханссон Gunborg Elisabet Johansson 12 февраля 1925 — 13 октября 2013 | Гюнборг Элизабет Юханссон Gunborg Elisabet Johansson 12 февраля 1925 — 13 октября 2013 | Гюнборг Элизабет Юханссон Gunborg Elisabet Johansson 12 февраля 1925 — 13 октября 2013 | Гюнборг Элизабет Юханссон Gunborg Elisabet Johansson 12 февраля 1925 — 13 октября 2013 | Гюнборг Элизабет Юханссон Gunborg Elisabet Johansson 12 февраля 1925 — 13 октября 2013 | Гюнборг Элизабет Юханссон Gunborg Elisabet Johansson 12 февраля 1925 — 13 октября 2013 |                                                            |                                                            |                                                            |                                                            |  |  | Курт Оскар Гессле Kurt Oskar Gessle 1 декабря 1917 — 27 апреля 1978 | Курт Оскар Гессле Kurt Oskar Gessle 1 декабря 1917 — 27 апреля 1978 | Курт Оскар Гессле Kurt Oskar Gessle 1 декабря 1917 — 27 апреля 1978 | Курт Оскар Гессле Kurt Oskar Gessle 1 декабря 1917 — 27 апреля 1978 | Курт Оскар Гессле Kurt Oskar Gessle 1 декабря 1917 — 27 апреля 1978 | Курт Оскар Гессле Kurt Oskar Gessle 1 декабря 1917 — 27 апреля 1978 |  |  |                                                                                                   |                                                                                                   |                                                                                                   |                                                                                                   |                                                                                                   |                                                                                                   |  |  |  |  |  |  |  |  |  |  |  |  |  |  |  |  |
|  |  |  |  |                                                                               |                                                                               |                                                                               |                                                                               | Гюнборг Элизабет Юханссон Gunborg Elisabet Johansson 12 февраля 1925 — 13 октября 2013 | Гюнборг Элизабет Юханссон Gunborg Elisabet Johansson 12 февраля 1925 — 13 октября 2013 | Гюнборг Элизабет Юханссон Gunborg Elisabet Johansson 12 февраля 1925 — 13 октября 2013 | Гюнборг Элизабет Юханссон Gunborg Elisabet Johansson 12 февраля 1925 — 13 октября 2013 | Гюнборг Элизабет Юханссон Gunborg Elisabet Johansson 12 февраля 1925 — 13 октября 2013 | Гюнборг Элизабет Юханссон Gunborg Elisabet Johansson 12 февраля 1925 — 13 октября 2013 |                                                            |                                                            |                                                            |                                                            |  |  | Курт Оскар Гессле Kurt Oskar Gessle 1 декабря 1917 — 27 апреля 1978 | Курт Оскар Гессле Kurt Oskar Gessle 1 декабря 1917 — 27 апреля 1978 | Курт Оскар Гессле Kurt Oskar Gessle 1 декабря 1917 — 27 апреля 1978 | Курт Оскар Гессле Kurt Oskar Gessle 1 декабря 1917 — 27 апреля 1978 | Курт Оскар Гессле Kurt Oskar Gessle 1 декабря 1917 — 27 апреля 1978 | Курт Оскар Гессле Kurt Oskar Gessle 1 декабря 1917 — 27 апреля 1978 |  |  |                                                                                                   |                                                                                                   |                                                                                                   |                                                                                                   |                                                                                                   |                                                                                                   |  |  |  |  |  |  |  |  |  |  |  |  |  |  |  |  |
|  |  |  |  |                                                                               |                                                                               |                                                                               |                                                                               |                                                                                        |                                                                                        |                                                                                        |                                                                                        |                                                                                        |                                                                                        |                                                            |                                                            |                                                            |                                                            |  |  |                                                                     |                                                                     |                                                                     |                                                                     |                                                                     |                                                                     |  |  |                                                                                                   |                                                                                                   |                                                                                                   |                                                                                                   |                                                                                                   |                                                                                                   |  |  |  |  |  |  |  |  |  |  |  |  |  |  |  |  |
|  |  |  |  |                                                                               |                                                                               |                                                                               |                                                                               |                                                                                        |                                                                                        |                                                                                        |                                                                                        |                                                                                        |                                                                                        |                                                            |                                                            |                                                            |                                                            |  |  |                                                                     |                                                                     |                                                                     |                                                                     |                                                                     |                                                                     |  |  |                                                                                                   |                                                                                                   |                                                                                                   |                                                                                                   |                                                                                                   |                                                                                                   |  |  |  |  |  |  |  |  |  |  |  |  |  |  |  |  |
|  |  |  |  | О́са Сюзанна «Вуди» Норди́н Åsa Susanne «Woody» Nordin род. 4 августа 1961 года | О́са Сюзанна «Вуди» Норди́н Åsa Susanne «Woody» Nordin род. 4 августа 1961 года | О́са Сюзанна «Вуди» Норди́н Åsa Susanne «Woody» Nordin род. 4 августа 1961 года | О́са Сюзанна «Вуди» Норди́н Åsa Susanne «Woody» Nordin род. 4 августа 1961 года | О́са Сюзанна «Вуди» Норди́н Åsa Susanne «Woody» Nordin род. 4 августа 1961 года          | О́са Сюзанна «Вуди» Норди́н Åsa Susanne «Woody» Nordin род. 4 августа 1961 года          |                                                                                        |                                                                                        | Пер Хокан Гессле Per Håkan Gessle род. 12 января 1959 года                             | Пер Хокан Гессле Per Håkan Gessle род. 12 января 1959 года                             | Пер Хокан Гессле Per Håkan Gessle род. 12 января 1959 года | Пер Хокан Гессле Per Håkan Gessle род. 12 января 1959 года | Пер Хокан Гессле Per Håkan Gessle род. 12 января 1959 года | Пер Хокан Гессле Per Håkan Gessle род. 12 января 1959 года |  |  | Бенгт Арне Гессле Bengt Arne Gessle 21 сентября 1951 — 2014         | Бенгт Арне Гессле Bengt Arne Gessle 21 сентября 1951 — 2014         | Бенгт Арне Гессле Bengt Arne Gessle 21 сентября 1951 — 2014         | Бенгт Арне Гессле Bengt Arne Gessle 21 сентября 1951 — 2014         | Бенгт Арне Гессле Bengt Arne Gessle 21 сентября 1951 — 2014         | Бенгт Арне Гессле Bengt Arne Gessle 21 сентября 1951 — 2014         |  |  | Гунилла Бриджитта Жанетт Гессле Gunilla Birgitta Jeanette Gessle 3 февраля 1944 — 30 августа 2016 | Гунилла Бриджитта Жанетт Гессле Gunilla Birgitta Jeanette Gessle 3 февраля 1944 — 30 августа 2016 | Гунилла Бриджитта Жанетт Гессле Gunilla Birgitta Jeanette Gessle 3 февраля 1944 — 30 августа 2016 | Гунилла Бриджитта Жанетт Гессле Gunilla Birgitta Jeanette Gessle 3 февраля 1944 — 30 августа 2016 | Гунилла Бриджитта Жанетт Гессле Gunilla Birgitta Jeanette Gessle 3 февраля 1944 — 30 августа 2016 | Гунилла Бриджитта Жанетт Гессле Gunilla Birgitta Jeanette Gessle 3 февраля 1944 — 30 августа 2016 |  |  |  |  |  |  |  |  |  |  |  |  |  |  |  |  |
|  |  |  |  | О́са Сюзанна «Вуди» Норди́н Åsa Susanne «Woody» Nordin род. 4 августа 1961 года | О́са Сюзанна «Вуди» Норди́н Åsa Susanne «Woody» Nordin род. 4 августа 1961 года | О́са Сюзанна «Вуди» Норди́н Åsa Susanne «Woody» Nordin род. 4 августа 1961 года | О́са Сюзанна «Вуди» Норди́н Åsa Susanne «Woody» Nordin род. 4 августа 1961 года | О́са Сюзанна «Вуди» Норди́н Åsa Susanne «Woody» Nordin род. 4 августа 1961 года          | О́са Сюзанна «Вуди» Норди́н Åsa Susanne «Woody» Nordin род. 4 августа 1961 года          |                                                                                        |                                                                                        | Пер Хокан Гессле Per Håkan Gessle род. 12 января 1959 года                             | Пер Хокан Гессле Per Håkan Gessle род. 12 января 1959 года                             | Пер Хокан Гессле Per Håkan Gessle род. 12 января 1959 года | Пер Хокан Гессле Per Håkan Gessle род. 12 января 1959 года | Пер Хокан Гессле Per Håkan Gessle род. 12 января 1959 года | Пер Хокан Гессле Per Håkan Gessle род. 12 января 1959 года |  |  | Бенгт Арне Гессле Bengt Arne Gessle 21 сентября 1951 — 2014         | Бенгт Арне Гессле Bengt Arne Gessle 21 сентября 1951 — 2014         | Бенгт Арне Гессле Bengt Arne Gessle 21 сентября 1951 — 2014         | Бенгт Арне Гессле Bengt Arne Gessle 21 сентября 1951 — 2014         | Бенгт Арне Гессле Bengt Arne Gessle 21 сентября 1951 — 2014         | Бенгт Арне Гессле Bengt Arne Gessle 21 сентября 1951 — 2014         |  |  | Гунилла Бриджитта Жанетт Гессле Gunilla Birgitta Jeanette Gessle 3 февраля 1944 — 30 августа 2016 | Гунилла Бриджитта Жанетт Гессле Gunilla Birgitta Jeanette Gessle 3 февраля 1944 — 30 августа 2016 | Гунилла Бриджитта Жанетт Гессле Gunilla Birgitta Jeanette Gessle 3 февраля 1944 — 30 августа 2016 | Гунилла Бриджитта Жанетт Гессле Gunilla Birgitta Jeanette Gessle 3 февраля 1944 — 30 августа 2016 | Гунилла Бриджитта Жанетт Гессле Gunilla Birgitta Jeanette Gessle 3 февраля 1944 — 30 августа 2016 | Гунилла Бриджитта Жанетт Гессле Gunilla Birgitta Jeanette Gessle 3 февраля 1944 — 30 августа 2016 |  |  |  |  |  |  |  |  |  |  |  |  |  |  |  |  |
|  |  |  |  |                                                                               |                                                                               |                                                                               |                                                                               |                                                                                        |                                                                                        |                                                                                        |                                                                                        |                                                                                        |                                                                                        |                                                            |                                                            |                                                            |                                                            |  |  |                                                                     |                                                                     |                                                                     |                                                                     |                                                                     |                                                                     |  |  |                                                                                                   |                                                                                                   |                                                                                                   |                                                                                                   |                                                                                                   |                                                                                                   |  |  |  |  |  |  |  |  |  |  |  |  |  |  |  |  |
|  |  |  |  |                                                                               |                                                                               |                                                                               |                                                                               | Габриэль Титус Гессле Gabriel Titus Gessle род. 5 августа 1997 года                    |                                                                                        |                                                                                        |                                                                                        |                                                                                        |                                                                                        |                                                            |                                                            |                                                            |                                                            |  |  |                                                                     |                                                                     |                                                                     |                                                                     |                                                                     |                                                                     |  |  |                                                                                                   |                                                                                                   |                                                                                                   |                                                                                                   |                                                                                                   |                                                                                                   |  |  |  |  |  |  |  |  |  |  |  |  |  |  |  |  |

Пер рос в Фурете, пригороде Хальмстада. Ещё до школы Пер стал увлекаться музыкой. Его самая первая группа называлась «Pepcis». Дети играли под фонограмму, вместо инструментов использовали кухонную утварь, под аккомпанемент песен групп «Tages» и «The Animals», которые звучали из домашней стерео-системы. В шесть лет Пер пошёл в школу, на год раньше, чем обычные шведские дети. До того как Пер начал изучать там английский язык, он умудрился выучить достаточно много слов читая журналы New Musical Express (NME) и Melody Maker, которые специально заказывал каждую неделю в ближайшем газетном киоске. Позже у него появилась стерео-система и до своего десятого дня рождения он уже обладал коллекцией из 100 виниловых пластинок. Все они были куплены на скопленные карманные деньги, которые обычно ему давали родители.
Фонотека Пера началась с пластинки группы The Kinks «The Kink Controversy», которую он купил за 5 крон у брата, срочно нуждавшегося в деньгах, чтобы купить сигареты. Пер часто посещал местный музыкальный магазин просто для того, чтобы послушать там последние новинки. Владелец лавки был рад его визитам, потому что мальчик знал обо всех предстоящих релизах из журналов. Пер также мог без труда произнести названия альбомов и исполнителей на английском языке без единой ошибки. Этому он научился когда встречался с братом и его друзьями, которые слушали по радио недельные хит-парады. После радиопередачи всегда были бурные обсуждения услышанного и более старшие ребята пускали Пера в свою компанию, потому что тот знал обо всех исполнителях, их новых песнях и предстоящих релизах.
В 13 лет Пер принял твёрдое решение отрастить длинные волосы и перекрасить их в красный цвет, чтобы стать похожим на Дэвида Боуи. Матери Пера это совсем не нравилось, она даже дала сыну деньги, чтобы тот сходил к парикмахеру, но вместо этого Пер купил очередную новую пластинку для своей коллекции. Свою первую работу Пер получил в теплице, где выращивали грибы. На следующий день это занятие ему наскучило и он получил другую должность — взвешивать грибы, которые собирали девушки, работавшие в этой же теплице. Там Пер работал вместе со своим приятелем по прозвищу «Педда» в коллективе с 360 девушками.
Осенью Пер пошёл в первый класс средней школы «Kattegattskolan», где «Педда» познакомил его с Матсом МП Перссоном, который учился в параллельном классе. Занимался Пер крайне посредственно и вскоре бросил учёбу. Вернувшись в школу на следующий год, он выбрал несколько другую учебную программу. На этот раз он был доволен выбором потому, что у него появилось много друзей, с которыми он учился в одном классе. Пер и «Педда» на всех переменах вместе играли на гитаре в школьных коридорах, а иногда уходили с уроков и гуляли в центре города.
Однажды «Педда» позвал Пера на репетицию группы Audiovisellt Angrepp, в которой играли Петер «Педда» Нильсен на бас-гитаре, Матс МП Перссон на ударных и Мартин Стернхуфвуд на электрогитаре. Пер быстро подружился с музыкантами и даже начал писать вместе песни с Матсом Перссоном. Позже МП предложил новому другу присоединиться к группе. 19 февраля 1977 года Пер и Матс МП Перссон основали группу Grape Rock и начали записывать песни вместе.

### Начало музыкальной карьеры с Gyllene Tider
Всё лето 1977 года Пер и МП записывали каверы на песни популярной в те годы группы Dr. Feelgood, а также рассылали кассеты с записью своих песен разным звукозаписывающим компаниям и людям, вовлеченным в этот бизнес. Позже они поняли, что дуэту сложно исполнять и записывать песни вдвоём без сторонней помощи, особенно трудно исполнять их на живых концертах. Иногда, к ним присоединялся Микаэль «Кииф» Андерссон, барабанщик группы Yggdrasil, который позже стал постоянным участником коллектива. Тогда же, МП пригласил своего друга Йана «Йанне» Карлссона играть на бас-гитаре — так образовалась группа, которую решили назвать «Gyllene Tider», по имени одной из инструментальных песен коллектива. Инструменты в целях экономии средств были куплены в Лондоне.
27 апреля 1978 года от рака скончался Курт Гессле. Примерно за год до этого он серьёзно заболел и в течение времени ему становилось всё хуже, так что Пер был морально готов к неожиданной кончине отца. На следующий день после трагедии в семье Гессле, газета «Expressen» напечатала небольшую заметку о Gyllene Tider. Пер считал что оба события совпали очень иронично — самая ужасная трагедия его жизни и успех его музыкальной группы произошли в течение суток. Курта Гессле на самом деле никогда не волновали успехи сына в роли музыканта, он хотел чтобы Пер получил более серьёзную профессию, например, стал автослесарем. Элизабет Гессле же прочила сыну карьеру священника, или, возможно, врача-педиатра.
В 1980 году Матс МП Перссон и Пер Гессле написали песню «For Dina Bruna Ogons Skull», которую исполнил Лассе Линдбом и его оркестр в шведском отборочном туре этого года для конкурса Евровидение. Песня заняла последнее место.

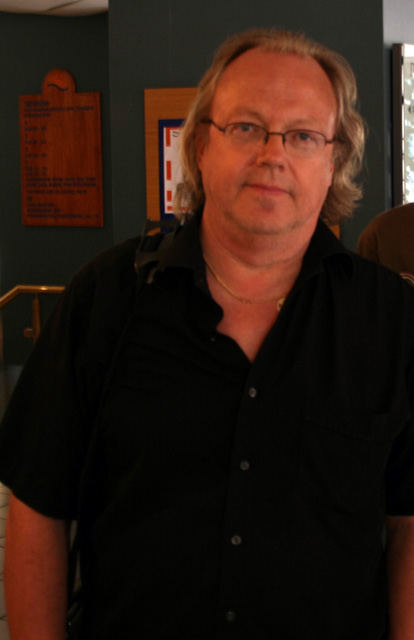
Лассе Линдбом, 2007 год

Первое настоящее выступление Gyllene Tider состоялось 12 мая 1978 года в клубе «Bio Reflex» в городе Йетиньйе (Getinge) перед ближайшими друзьями музыкантов и ещё 50 людьми. В декабре 1978 года на одно из выступлений группы пришёл Андерс Херрлин, который позже стал постоянным бас-гитаристом группы. Он же познакомил Пера и Матса МП Перссона со своим другом, клавишником Йораном Фритцоном, с которым они вместе играли в Yggdrasil.
В 1979 году Gyllene Tider записали одноимённый дебютный альбом. В июле 1980 вышел второй диск коллектива Moderna Tider, было продано более полумиллиона копий. Первый сингл из этого альбома «När vi två blir en» купили 100 000 человек, а сам он продержался на первом месте шведских чартов в течение 16 недель. Ещё до выхода альбомов, предзаказ оформили 140 000 покупателей. Весной 1981 года начался «Parkliv!-tour», один концерт из которого был снят на видео. Режиссёром видеозаписи стал Ларс Хельстрём, работавший с группой ABBA. Запись третьего альбома Puls началась в феврале 1982 года. После его выхода, продюсер пластинки Лассе Линдбом познакомил Пера с тогда уже известной шведской певицей Мари Фредрикссон.
В 1980 году, когда Гессле исполнился 21 год, на волне успеха с Gyllene Tider (он всё ещё жил в матерью в родительском доме), он получил три мешка с письмами — 2800 открыток ко дню рождения. Музыкант не только прочитал их все, но и ответил каждому написавшему.
В феврале 1980 года Гессле и Матс МП Перссон выпустили двойной 7" виниловый А-сингл «After School / Keep My Love Satisfied» под псевдонимом Peter Pop and the Helicopters. Оба музыканта сами его и спродюсировали. Сингл был записан на студии «Studio 38» в Етинге, небольшом городе в 16 км от Хальмстада.

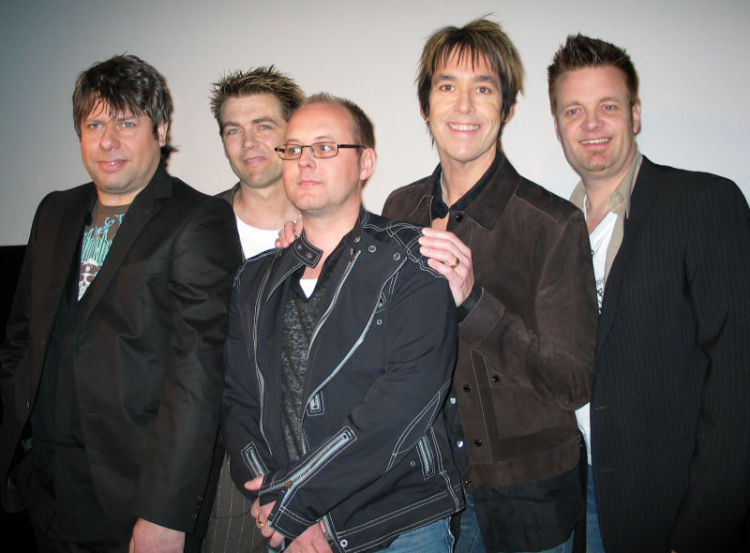
Gyllene Tider в 2004 году. Слева направо: Матс МП Перссон, Андерс Херрлин, Йоран Фритцон, Пер Гессле, Мике Сюд Андерссон

Мари приняла участие в работе над первым сольным альбомом Пера Per Gessle (1983). Гессле был очень удивлен достаточно хорошим продажам альбома, несмотря на то, что песни с этой пластинки по стилю были совсем не похожи на работы Gyllene Tider, которые принесли Перу популярность на родине. В рецензиях на этот альбом журналисты называли песни более «взрослыми и зрелыми».
В 1982 году в Хальмстад из Треллеборга переехала Оса Нордин. В столице лена Халанд, Нордин занималась бронированием туристических поездок. Она начала работать над бронированием и организацией гастролей Gyllene Tider. Так, она познакомилась с Пером Гессле и позже стала его женой.
Летом 1985 года вышел второй сольный альбом Пера Scener, работа над которым длилась очень долго, почти 11 месяцев. Песню «Viskar» Пер посвятил Осе Нордин. Этот сольный альбом получил более лестные отзывы критиков, чем первый сольник Пера, но продавался альбом не очень хорошо. Из-за того, что радиостанции не передавали в эфире песни с этого диска и Пер не появлялся в телепрограммах, журналисты в интервью стали спрашивать, что он собирается делать после завершения своей карьеры, вместо того чтобы спросить о следующем проекте музыканта. Пока Гессле работал над двумя сольными альбомами, из Gyllene Tider ушёл бас-гитарист Андерс Херрлин, который настаивал на работе в коллективе. Пер был очень огорчен его решением, и после этого они не разговаривали друг с другом в течение нескольких лет.

### Всемирный успех с Roxette

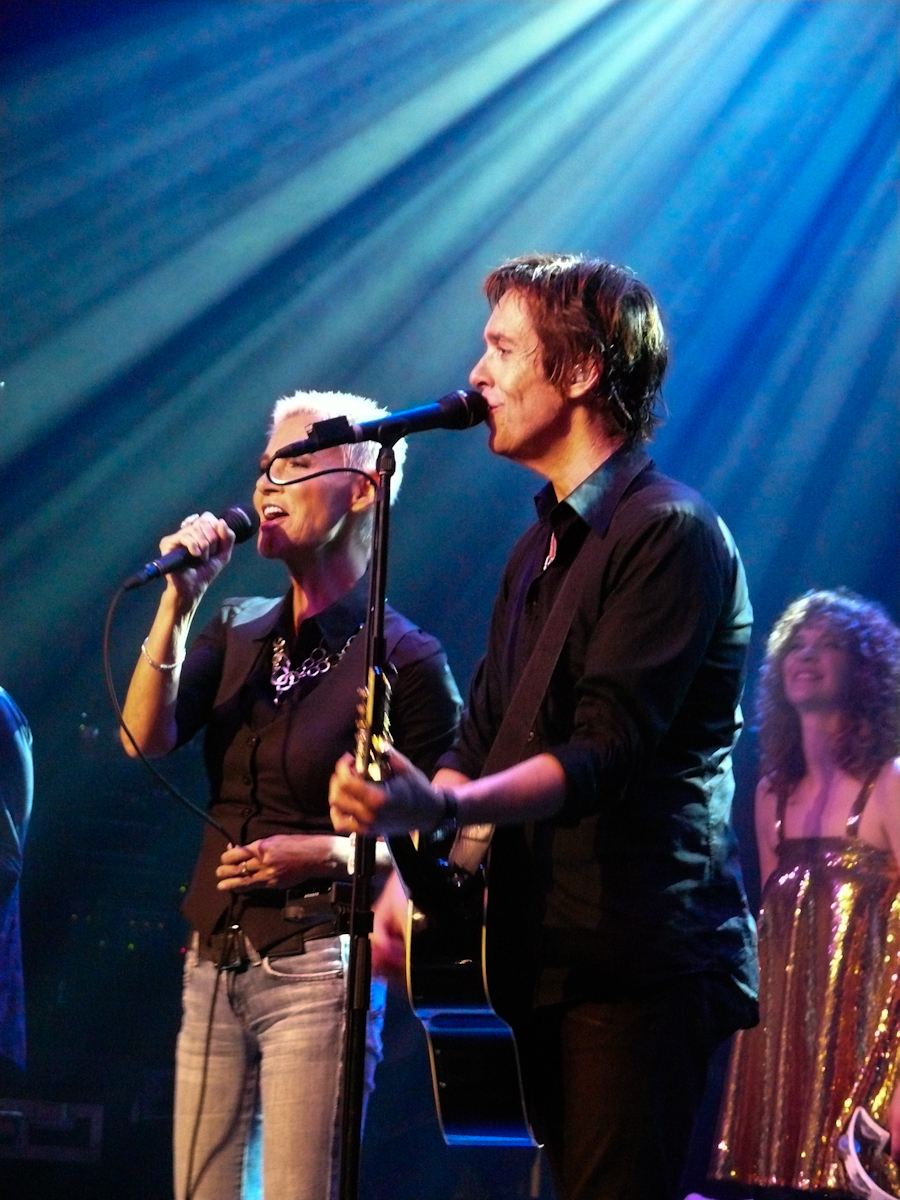
Roxette на концерте в Амстердаме, 2009 год

В 1986 году Пер Гессле вместе с Мари Фредрикссон записал и выпустил дебютный альбом дуэта Roxette Pearls of Passion. Настоящую популярность и мировое признание музыканты приобрели двумя годами позже после релиза сингла «The Look» и последовавшего за ним выхода пластинки Look Sharp!. Ещё через три года Пер и Мари отправились в мировое турне в поддержку нового альбома Joyride (1991), которое длилось почти полтора года. За это время музыканты побывали в Южной Америке, ЮАР, Австралии, США и Европе.

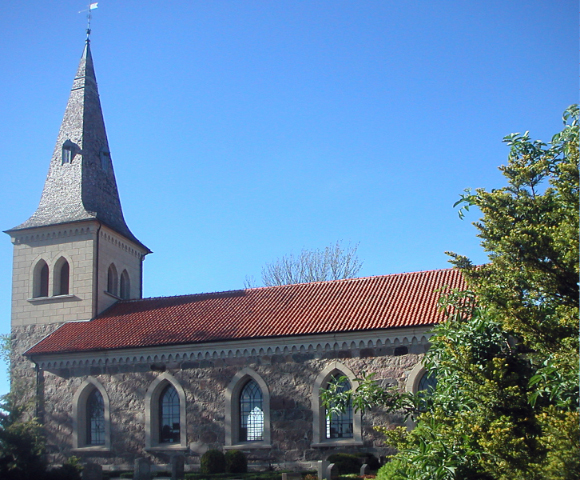
Церковь Västra Strö, где прошла свадьба Пера в 1993 году

21 августа 1993 года Пер Гессле и О́са Норди́н поженились в церкви Västra Strö. Присутствовавшая на церемонии Мари Фредрикссон исполнила песню на слова шведского поэта Эверта Тоба, а также кавер на песню «Битлз» «Here, there and everywhere». На свадьбе присутствовали 108 гостей, кроме родственников и близких друзей молодожёнов поздравили Мари Фредрикссон с будущим мужем Микаэлем Боиошем, музыканты из Roxette и Бьорн Ульвеус из группы ABBA.
В 1994 году после выхода диска Crash! Boom! Bang! последовал очередной тур «Crash! Boom! Live!» — на этот раз шведы выступили даже в Китае и России.
7 июля 1995 года Пер и Бьёрн Нордстранд (бывший глава шведского телеканала TV4) купили отель «Тюлёсанд» (Tylösand) в пригороде Хальмстада, после чего полностью его перестроили и обновили. В гостинице есть ночной клуб «Leif’s Lounge», посвящённый Roxette и Gyllene Tider. Там же находится целый музей с памятными вещами, такими как международные награды, инструменты, постеры и прочее. В клубе есть небольшая сцена на которой до сих пор проходят различные музыкальные концерты, в том числе и самого Пера Гессле.

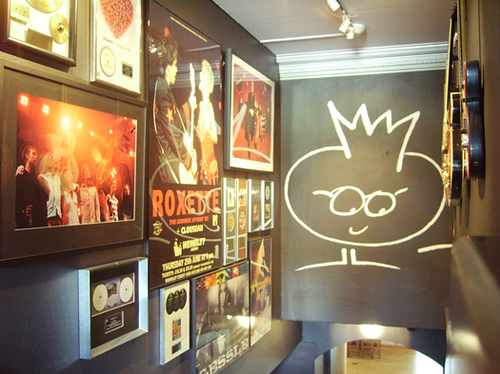
Музыкальные награды Пера и Roxette в баре «Leif’s Lounge» в отеле «Тюлёсанд»

Интенсивная работа и бесконечные гастроли привели к тому, что Пер и Мари решили сделать небольшой перерыв в совместной работе. В 1996 году после выхода альбома лучших баллад Roxette на испанском языке, Пер гастролировал с Gyllene Tider, в то время как Мари записала очередной шведский сольник.
В 1996 году Gyllene Tider воссоединились для летнего тура, выпустили EP с недавно записанными песнями, переиздали сборник Halmstads Pärlor, он стал самым продаваемым в Швеции в 1995—1996 гг. Осенью 1996 года Пер начал работу над своим первым англоязычным сольным альбомом, в которой ему помогали музыканты Gyllene Tider, Roxette и шведской инди-поп-группы Brainpool. Альбом The World According to Gessle был выпущен во всем мире кроме США в начале мая 1997 года. Слушатели оценили альбом не слишком высоко, даже несмотря на то, что Пер лично рекламировал диск во многих странах на радио и телевидении.
В марте 1997 года в шведских газетах стали появляться первые заметки о том, что первенец Пера и Осы Гессле ожидается в конце лета того же года. Габриэль Титус Гессле родился 5 августа в стокгольмской больнице «Каролинска», при этом молодые родители максимально старались сохранить происходившее в тайне от прессы. Через 8 месяцев, в марте 1998 года Пер и Мари улетели в Испанию для записи очередного совместного альбома.
В январе 1999 года Пер отметил своё 40-летие. На праздник в отеле «Тюлёсанд» в Хальмстаде были приглашены 150 друзей и родственников музыканта. Среди гостей были его коллеги из Gyllene Tider, Мари Фредрикссон с мужем, другие музыканты Roxette, а также Бьёрн Ульвеус (из группы ABBA) с супругой и другие известные в Швеции люди. В тот вечер Мари спела поздравительную песню для именинника, а позже Gyllene Tider порадовали гостей своим специальным выступлением. В 2001 году вышел диск Room Service, за которым последовали европейские гастроли.
После того, как 11 сентября 2002 года у Мари Фредрикссон была обнаружена опухоль мозга, все запланированные выступления Roxette в телепередачах «The Night of the Proms» (в Бельгии и Нидерландах) были отменены. Пер самостоятельно, но крайне неактивно занимался продвижением вышедшего сборника лучших хитов группы The Pop Hits (2003), после чего полностью занялся сольным проектом и записал альбом Mazarin получивший крайне высокие положительные оценки критиков (5 платиновых наград в Швеции), особенно после окончания летнего гастрольного тура по Швеции. Газета «Expressen» назвала Гессле музыкантом года в Швеции. Из-за болезни Мари Фредрикссон Roxette прекратили записываться и выступать. Примерно через год после операции Мари записала сольный альбом The Change, Roxette же по-прежнему ничего не делали — до 2006 года, когда дуэт отпраздновал своё 20-летие и записал две новые песни («One Wish» и «Reveal»), которые вышли на очередном сборнике лучших хитов, а также в подарочной «коробке» The RoxBox.
В начале 2009 года вышел очередной сольный альбом Пера Гессле, для его продвижения музыкант отправился в гастрольный тур. На двух концертах (6 мая, Амстердам и 10 мая, Стокгольм) в качестве приглашённого гостя выступила Мари Фредрикссон. Она исполнила дуэтом с Пером две песни из репертуара Roxette («It Must Have Been Love» и «The Look»).

У неё не было уверенности в себе, она сказала мне, что не может больше петь. Но так или иначе, она вышла на сцену и зрители просто умерли. Там было около 1200 человек аудитории, многие люди плакали. Это выступление и реакция публики внутренне изменило её, через две недели она позвонила мне и спросила, хочу ли я записать новый альбом Roxette
Оригинальный текст (англ.)She had no self confidence, and said she couldn't sing any more," Gessle explains. "But she staggered up on stage anyway – and the audience just died. There were about 1,200 in the audience and people were crying to the left and right. Afterwards she was like a changed person and two weeks later she called me asking if I'd want to write another Roxette album.

После их совместного выступления поклонники и пресса заговорили о возвращении дуэта в студию и на сцену для совместной работы. 28 июля 2009 года дуэт выступил хедлайнерами на фестивале «Новая Волна» в Юрмале. В октябре-декабре 2009 года состоялись выступления в серии концертов «Night of the Proms» (по 5 песен Roxette на каждом из 42 концертов), отменённые в 2002 году из-за внезапной госпитализации Мари.
Весной 2010 года во время записи нового альбома, Roxette объявили, что летом этого года группа даст несколько концертов в Европе, а именно в Швеции, России, Норвегии и Дании. В сентябре 2010 года в рамках европейского турне состоялись выступления Roxette в Москве и Санкт-Петербурге. После окончания тура группа вернулась в студию для завершения работы над новым альбомом. Итогом гастролей стало окончательное возвращение Мари Фредрикссон в Roxette после девятилетнего перерыва.
3 ноября 2010 года Пер Гессле объявил о проведении в 2011 году мирового турне группы. Тур начался 28 февраля 2011 года. Первые концерты прошли в Казани, Самаре, Екатеринбурге, Новосибирске, Киеве, Минске (12 марта 2011), Москве. 11 февраля 2011 года вышел новый альбом группы — Charm School.
26 марта 2012 года был выпущен девятый студийный альбом Roxette, Travelling, «сиквел» вышедшего в 1992 году альбома Tourism. В декабре 2013 вышел видеофильм Roxette Live: Travelling The World, посвящённый прошедшему мировому турне 2011—2012 годов. Осенью 2014 года Roxette посетили одиннадцать городов России, в том числе и Москву.

### Сольные альбомы и Gyllene Tider: 2003—2010
В 2003 году Пер Гессле выпустил сольный альбом на шведском языке под названием Mazarin. Так называется традиционное шведское пирожное к чаю, по вкусу слегка напоминающее «ромовую бабу». В течение 66 недель (1 год и 3 месяца) альбом находился в самом влиятельном списке лучших дисков Швеции, из них 15 недель (3,5 месяца) — на первом месте. В чартах Норвегии альбом продержался 9 недель.
В списке самых лучших дисков, продаваемых в Швеции с 1970 года, Mazarin занимает 8 место. С момента начала продаж в Швеции, диск 5 раз получал статус платинового.
24 марта 2004 года группе Gyllene Tider исполнилось 25 лет, музыканты собирались вместе и записали альбом Finn 5 Fel! (рус. Найди 5 отличий). После этого они отправились в юбилейное турне по Швеции, которое посетило 492 тыс. человек. По окончании гастролей был выпущен DVD с записью живого концерта в Гётеборге.

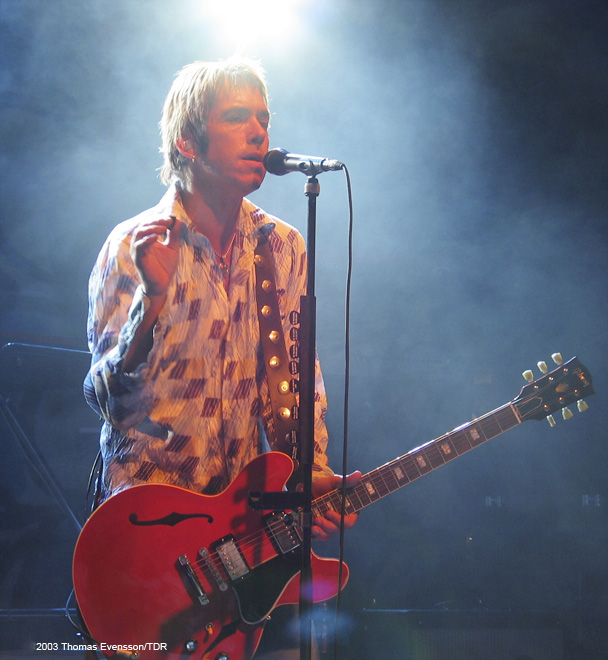
Пер Гессле на концерте, 2003 год

В ноябре 2005 года Пер Гессле выпустил англоязычный альбом Son of a Plumber (рус. Сын водопроводчика). Альбом «содержит всё музыкальное наследие Гессле». Одну из песен («Kurt — The Fastest Plumber In The West») Пера посвятил отцу. В записи альбома приняли участие Кларенс Эверман, Кристофер Лундквист, Хелена Юсефссон и Йенс Йонссон. В Швеции альбом стал платиновым по итогам первого дня продаж. Диск также был выпущен в некоторых европейских странах в апреле 2006 года.
12 июня 2007 года вышел очередной сольный альбом «En Händig man», в июле-августе Пер отправился на гастроли по Швеции. В конце августа местная газета «Aftonbladet» провела специальную акцию, во время которой при покупке газеты можно было приобрести диск с песнями Гессле всего за 79 шведских крон (8 евро). На диске записаны редкие демоверсии и ранее не издававшиеся песни. 29 октября 2007 года вышла его биографическая книга «Att vara Per Gessle» (рус. Быть Пером Гессле), написанная в соавторстве с известным шведским журналистом Свеном Линдстрёмом. В ней Пер рассказывает о себе, о том как начинались Gyllene Tider и Roxette, а также много других интересных и малоизвестных широкой публике фактов. В этом же году вышло переиздание альбома группы The Lonely Boys с улучшенным качеством звука (оригинал выпущен в 1996 году). В конце года Пер «совместно с участниками коллектива Son of a Plumber» выпустил сингл «Shopping with mother» — инструментальную песню без слов, в которой бэк-вокальную партию оперным голосом исполнила Хелена Юсефссон.

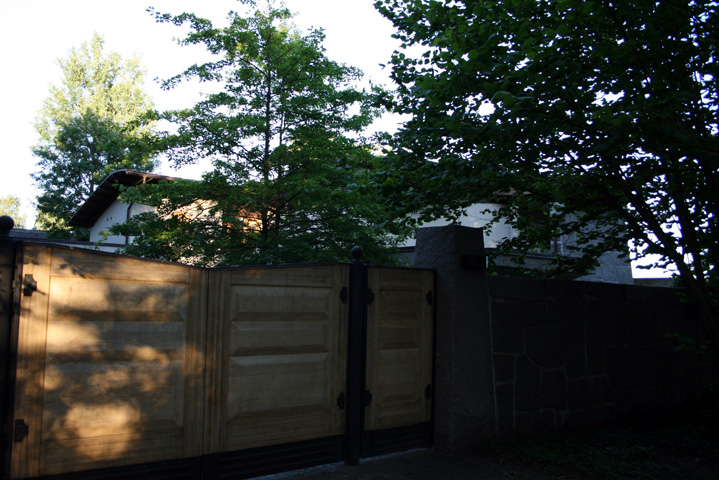
Дом в Сандхамне, пригороде Хальмстада, где в настоящее время постоянно проживает Пер Гессле

В самом начале 2008 года вышло переиздание альбома 11-летней давности The World According to Gessle. Сам Пер в интервью TDR Архивная копия от 1 мая 2021 на Wayback Machine признался, что оригинальный тираж 1997 года, по сведениями звукозаписывающей компании EMI, практически полностью раскуплен, кроме того, он сам хотел сделать подарок своим поклонникам и выпустить на втором диске к альбому демоверсии многих своих хитов, «чтобы люди смогли почувствовать эволюцию песен, с чего всё начиналось и чем всё закончилось».
6 октября 2008 года было объявлено о выходе нового сингла «Silly Really» в конце месяца и англоязычного сольного альбома Party Crasher 26 ноября. Это первый за 11 лет сольный альбом музыканта, подписанный его собственным именем, который был выпущен за пределами Скандинавии. В интервью Пер рассказал, что, конечно же, «не собирается собрать полный стадион Уэмбли чтобы устроить там концерт, но песни Roxette (из-за того, что все они были исполнены на английском языке) до сих пор ещё помнят», поэтому альбом может понравиться европейским слушателям. Сразу же после выхода альбома Пер с семьёй отправился в Соединённые Штаты на отдых, а также для того, чтобы найти и представить свою новую работу какой-нибудь звукозаписывающей компании, которая бы согласилась рекламировать и распространять диск в США. 27 февраля альбом выходит в Германии, после чего вероятно начнется небольшое клубное промотурне в поддержку новой пластинки.
12 января 2009 года Пер Гессле вместе с семьёй отметил своё пятидесятилетие в южноафриканском городе Кейптаун. После чего супруга музыканта организовала в качестве сюрприза секретную вечеринку в стиле диско, которая прошла в отеле «Тюлёсанд» в Хальмстаде. На праздновании присутствовало около сотни друзей и знакомых Пера, среди них коллега по Roxette Мари Фредрикссон, музыканты-композиторы Лассе Линдбом и Никлас Стрёмстедт, а также режиссёр Йонас Окерлунд.
В апреле-мае 2009 года Пер дал 15 концертов в Европе в поддержку своего англоязычного сольного альбома. Далее последовали гастроли c Roxette в 2010, 2011 и 2012 годах, более 100 выступлений на 5 континентах.

### 2011—2020
В 2013 году Гессле воссоединился со своей первой группой Gyllene Tider. В январе 2013 года группа объявила о выпуске нового альбома «Dags att tänka på refrängen» и одноимённом летнем туре по Швеции. Альбом вышел весной 2013 года. Музыканты отыграли 19 концертов в Швеции, для аудитории общей численностью около 300 тыс. человек.
24 сентября 2014 года вышел бокс-сет «The Per Gessle Archives» в состав которого вошло 10 компакт дисков и одна виниловая пластинка. В дополнение к нему были выпущены две книги. Одна на шведском языке, в неё вошли песни написанные для Gyllene Tider и для сольной карьеры. Вторая на английском языке, в основном посвящена песням, исполненным Roxette.
В 2014—2016 годах Гессле продолжил гастролировать с Roxette, объехав планету дважды. В начале 2016 года было объявлено о выходе в июне нового студийного альбома Roxette (на лейбле Warner Worldwide), запись и сведение которого закончены, а также о создании новой звукозаписывающей компании под названием «Space Station 12» совместно с многолетним менеджером артиста Мари Димберг. Новый лейбл будет работать в тесном сотрудничестве с BMG Scandinavia. Название компании Гессле позаимствовал из своей любимой песни «Space Station #5» группы Montrose (исп. Сэмми Хагар), в то время как цифра 12 означает день рождения самого музыканта, 12 января.
С 2013 по 2017 год Пер Гессле потерял брата, сестру и мать. Бенгт Гессле скончался от рака лёгкого, Гунилла Гессле также болела онкологическим заболеванием. Мать Гессле Элизабет умерла на 88 году жизни. Потеря близких людей несомненно отразилась на творчестве музыканта, в частности на текстах его песен.
2017 год оказался в плане творчества музыканта крайне плодотворным. В апреле вышел его сольный альбом «En vacker natt», первый шведскоязычный альбом за последние 10 лет. Летом прошёл сольный гастрольный тур по Швеции, который посетили более 120 тыс. человек. Кроме того, летом вышел второй сингл нового проекта Гессле, который называется Mono Mind. В сентябре выходит его девятый студийный сольный альбом «En vacker dag» — два альбома и тур объединены в один проект общим названием (Прекрасная ночь, Прекрасный вечер и Прекрасный день, соответственно).
27 февраля 2018 года Пер Гессле совместно с Хеленой Юсефссон впервые исполнил собственную песню «Name You Beautiful», специально написанную для Чемпионата мира по настольному теннису 2018 и ставшей его официальной песней. Первое исполнение произошло на стадионе Halmstad Arena в родном городе музыканта (где через два месяца проходил Чемпионат мира по настольному теннису 2018) на матче между сборными Швеции и Дании в рамках отборочных игр Чемпионата Европы по настольному теннису 2018. Песню Гессле написал совместно с группой Galavant (Себастиан Атас и Виктор Хьёстрём) при участии Виктора Броберга. Сингл планируется к выпуску на 7" виниловых пластинках тиражом в 500 экземпляров.
В 2018 году в Teater Halland (Театр Халланд) был поставлен мюзикл, основанный на песнях музыканта. Его премьера состоялась 2 марта 2018 года. Постановка называлась «Любовные истории Халланда» («Halland Love Stories»), в ней заняты 4 актёра.
В 2019 году стало известно, что Пер Гессле и его музыканты стоят за вымышленными персонажами группы Mono Mind. В день 60-летия Гессле, который он отметил в кругу супруги и близких друзей в Майами, Флорида, вышел дебютный альбом коллектива «Mind Control». В первую же неделю после выхода пластинка вошла в чарт электронной музыки Amazon на 2 место, и на 4 место в чарте проданных альбомов на физических носителях Sverigetopplistan. В декабре 2019 года на 62-м году жизни скончалась коллега Гессле по дуэту Roxette, певица Мари Фредрикссон. В феврале 2020 года музыкант выпустил сингл «Around the Corner (The Comfort Song)», посвящённый её памяти.
22 апреля 2020 года вышел сингл Mono Mind «Fighting for the Future» (только для радиостанций), 22 мая он был выпущен в Северной Америке, а 29 мая — в остальных странах. На этот же день запланирован и выпуск сольного сингла «Mamma / Pappa», который также будет выпущен 19 июня на белом 7" виниле.
12 августа 2020 года Гессле опубликовал сообщение в сети Facebook и сообщил, что работает над новым сольным альбомом, который будет записан на английском языке и выйдет осенью этого же года. На фотографии под сообщением изображены постоянные участники группы Кларенс Эверман и Магнус Бёрьессон, а также гитарист Roxette Йонас Исакссон, с которым Гессле не работал с 2003 года, а также шведский продюсер Стаффан Карлссон.
В ноябре 2020 года Гессле дал акустический концерт в стокгольмском зале Globen в рамках передачи «Late Night Concert». В Globen Гессле уже выступал в 1993 году вместе с Roxette — там проходила запись MTV Unplugged. Из-за пандемии коронавируса концерт прошёл без зрителей и транслировался шведским телеканалом TV4. Похожий концерт Гессле дал в апреле 2021 года — на этот раз организатором была радиостанция Mix Megapol, а собранные во время концертов пожертвования теле- и интернет-зрителей были направлены на благотворительность.

### 2021 — настоящее время

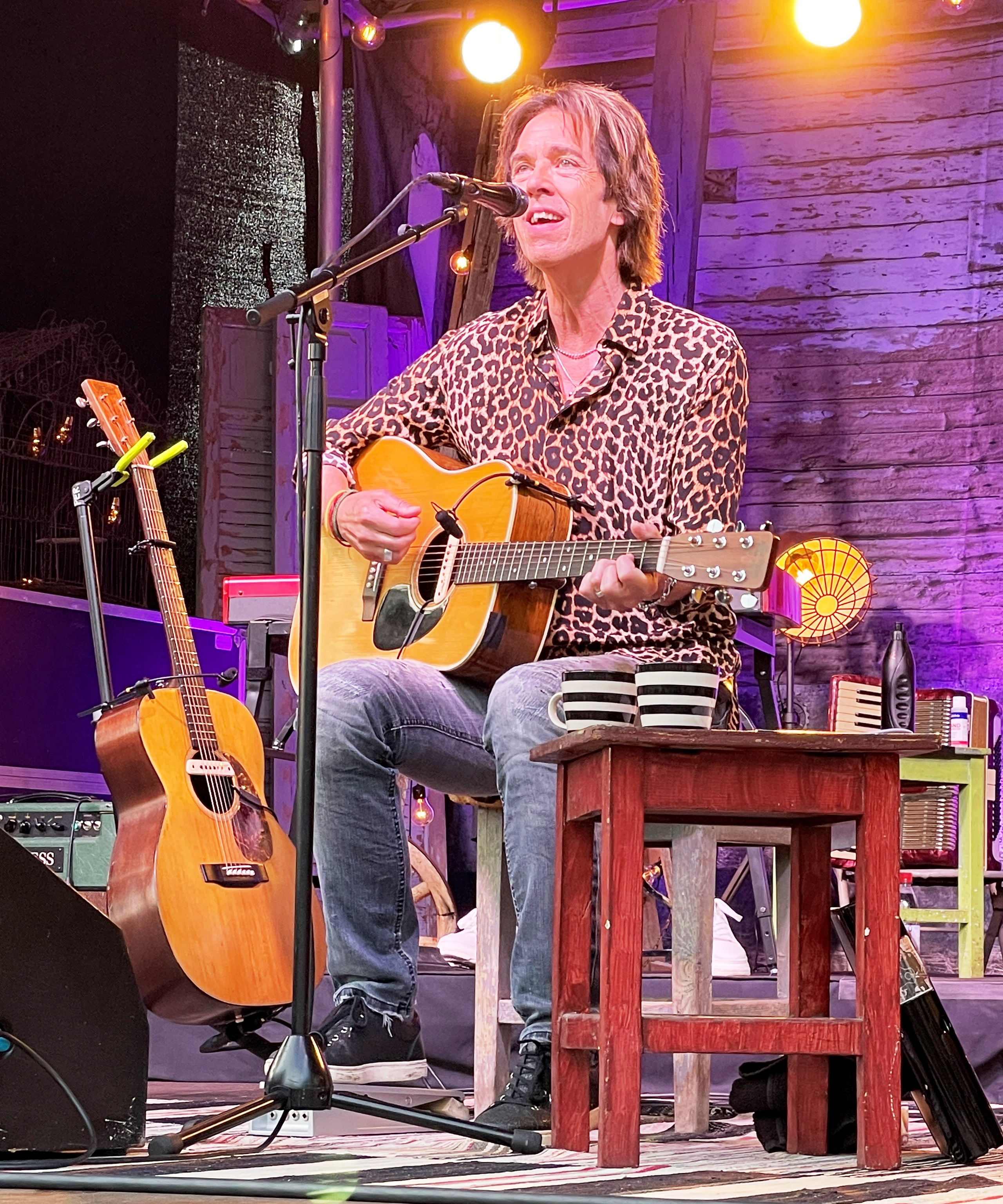
Гессле во время концерта из серии Per Gessle Unplugged 13 июля 2021 года

В июле и августе 2021 года прошли 10 акустических концертов Пера Гессле в его собственном отеле «Tylösand» в пригороде Хальмстада. Позже тур был продлен на ещё примерно два десятков концертов, которые прошли в разных городах по всей Швеции осенью 2021 и весной 2022 года.
В сентябре 2021 года Пер Гессле под именем PG Roxette выпустил кавер на песню группы Metallica «Nothing Else Matters» для сборника «The Metallica Blacklist» (2021). В записи песни принимали участие бэк-вокалистки Roxette Хелена Юсефссон и Дея Нурберг, басист Кристофер Лундквист, клавишник Кларенс Эверман, а также гитарист из оригинального состава Roxette (с 1986 года) Юнас Исакссон, с которым Гессле последний раз сотрудничал в 2003 году. Сам Гессле также исполнил вокальные партии для этой записи.
В январе 2022 года совместно со шведским исполнителем Уно Свеннингссоном Гессле выпустил сингл «Bara få höra din röst».
22 марта 2022 года шведская газета «Göteborgs-Posten» сообщила, что музыкант планирует выпустить новый сингл в мае и новый англоязычный альбом в сентябре этого года под именем «PG Roxette». За выходом альбома последует большой гастрольный тур. В создании альбома Гессле помогали музыканты, которые на протяжении многих лет являлись музыкантами группы: бэк-вокалистки Дея Нурберг и Хелена Юсефссон, а также гитарист Юнас Исакссон, Кристофер Лундквист, Кларенс Эверман, Магнус Бёрьесон.
В 2023 году Гессле выпустил новый альбом «Hux flux» с группой Gyllene Tider и гастролировал летом по Скандинавии. В октябре вышел сингл на песню «Vandrar i ett regn», посвящённую скончавшемуся в мае этого же года шведскому музыканту Pugh Rogefeldt.
На 2024 запланировал выход нового сольного альбома Гессле на шведском языке. В декабре 2023 года он распространил на своих страницах в популярных социальных сетях фотографии из хальмстадской студии «Sweetspot Studio» с новыми музыкантами — барабанщиком Магнусом Хельгессоном (Magnus Helgesson) и бас-гитаристом Йикеном Юханссоном (Gicken Johansson).
В июне 2025 года вышел внеальбомный double-A-sided сингл «Henrys gitarr» / «Boken om ditt liv». «Henrys gitarr» это переработанная и перезаписанная версия песни «Spegelboll» из альбома Mazarin (2003), а «Boken om ditt liv» — песня Gyllene Tider «Filmen om ditt liv»; эта песня вышла на альбоме GT40 Hits! Made in Halmstad (2019). Сингл был выпущен ограниченным тиражом на 7" с двумя сторонами А. В цифровом издании сингла были выпущены четыре песни: обе заглавные, а также инструментальные их версии.

## Дискография
- (швед.) Per Gessle (8 апреля 1983 — пластинка и кассета), (1 сентября 1994 — CD)
- (швед.) Scener (25 октября 1985 — пластинка и кассета), (1 сентября 1994 — CD)
- (швед.) På Väg 1982–86 (1992)
- (швед.) Hjärtats Trakt (1994)
- (англ.) The World According to Gessle (2 мая 1997)
- (швед.) Hjärtats trakt - en samling (10 сентября 1997)
- (швед.) Mazarin (16 июня 2003)
- (англ.) Son of a Plumber (23 ноября 2005) — двухдисковый альбом (2 CD), LP
- (швед.) Bad Hair Day (2006) (= Mazarin Demos)
- (швед.) En händig man (12 июня 2007) — jewel case, digi-pack, LP
- (швед.) Kung av sand - en liten samling 1983-2007 (30 августа 2007) — совместно с газетой «Aftonbladet Архивная копия от 13 июля 2006 на Wayback Machine», 110 тыс. копий
- (швед.) Doppade bara tårna — demos (29 октября 2007) — приложение к книге «Att vara Per Gessle» (Быть Пером Гессле)
- (англ.) The World According to Gessle (12 мая 2008) — двухдисковое переиздание с демоверсиями и улучшенным качеством звука
- (англ.) Party Crasher (3 декабря 2008) — jewel case, digi-pack, LP
- (англ.) Gessle over Europe (23 октября 2009) — концертный альбом
- (швед.) Original album serien (2011) — переиздание альбомов Per Gessle, Scener, The World According to Gessle, Mazarin и En händig man
- (англ.) Small Apartments (The Motion Picture Soundtrack) (17 апреля 2013) — саундтрек к фильму Йонаса Окерлунда «Безвыходная ситуация»
- (англ.) The Per Gessle Archives (24 сентября 2014) — бокс-сет
- (швед.) En vacker natt (28 апреля 2017)
- (швед.) En vacker dag (1 сентября 2017)
- (англ.) Small Town Talk (2018)
- (англ.) Gammal kärlek rostar aldrig (2020)
- (швед.) Sällskapssjuk (2024)

### Синглы
- «Om du har lust» (28 июня 1983)
- «Blå December» (15 января 1985)
- «Galning» (24 сентября 1985)
- «Inte tillsammans, inte isär» (4 марта 1986)
- «Do you wanna be my baby?» (4 апреля 1997)
- «Kix» (23 июня 1997)
- «I want you to know» (9 сентября 1997)
- «I wanna be your boyfriend» (2002)
- «Här kommer alla känslorna (på en och samma gång)» (23 июня 2003)
- «Spegelboll» (июнь 2003) — промосингл, 12" пластинка, Дания, 200 копий!
- «Om du bara vill» (10 сентября 2003) — промосингл, Норвегия
- «På promenad genom stan» (17 сентября 2003)
- «Tycker om när du tar på mej» (10 декабря 2003)
- «C’mon / Jo-Anna says» (9 ноября 2005)
- «Hey Mr. DJ (Won't You Play Another Love Song)» (1 февраля 2006)
- «Hey Mr. DJ (Won’t You Play Another Love Song)» (1 марта 2006) — REMIXES
- «I like it like that» (17 мая 2006)
- «En händig man» (23 мая 2007)
- «Jag skulle vilja tänka en underbar tanke» (9 июля 2007) — промосингл, 500 копий
- «Shopping With Mother / Pratar med min müsli» (28 ноября 2007)
- «Silly Really» (27 октября 2008)
- «Sing Along» (4 февраля 2009)
- «Småstadsprat»
- «Tittar på dej när du dansar»
- «Småstadsprat (Sank Remix)»
- «Känn dej som hemma (Kid A Remix)»
- «Honung och guld (live)»
- «Name You Beautiful»
- «Being With You» (24 августа 2018)
- «Around the Corner (The Comfort Song)» (28 февраля 2020)
- «Mamma / Pappa» (29 мая 2020)
- «Nypon och ljung» (2000)
- «Ömhet» (6 ноября 2000)
- «Vandrar i ett regn» (13 октября 2023)
- «Beredd» (23 февраля 2024)
- «Sällskapssjuk» (3 мая 2024)
- «Nyper mig i armen» (16 августа 2024)
- «Plåster» (4 октября 2024)
- «Henrys gitarr / Boken om ditt liv» (20 июня 2025)

### Официальные промовидео клипы
- «Do you wanna be my baby?» (1997) (реж. Йонас Окерлунд)
- «Kix» (1997) (реж. Йонас Окерлунд)
- «I want you to know» (1997) (реж. Йонас Окерлунд)
- «Hey Mr. DJ (Won't You Play Another Love Song)» (2005) (реж. Йонас Окерлунд)
- «En händig man» (2007) (реж. Антон Корбейн)
- «Shopping with mother» (2008) (реж. Йенс Йонссон)
- «Silly Really» (2008) (реж. Микаэль Викстрём; продюсеры Бьёрн Фэвремарк и Торбьёрн Мартин)
- «Småstadsprat» (2017) (реж. Emil Gustafsson Ryderup)
- «Being With You» (2018) (реж. Mattias Gordon)
- «Beredd» (2024) (реж. Ebba Gustafsson Ågren)

### DVD
- «En Mazarin, Alskling?» (26 ноября 2003) — концерт с Mazarin Sommarturne 2003 (Гётеборг)
- «En händig man på turné» (12 декабря 2007) — концерт с одноимённого тура 2007 (Стокгольм)
- «Gessle over Europe» (5 сентября 2009) — концерт с Party Crasher tour 2009 в Стокгольме, 9 мая 2009 года
- «En vacker kväll» — концерт с гастрольного тура En vacker kväll (лето 2017 года)

## Сотрудничество
Пер является автором многих песен, которые исполняют не менее популярные музыканты из самых разных стран. Среди наиболее известных:
- Белинда Карлайл — «Always breaking my heart» (1997) — № 8 в Британском топ10[74]
- Белинда Карлайл — «Love doesn’t live here» (1997)
- Томас Андерс — «The Sweet Hello The Sad Goodbye» (1990) — солист группы Modern Talking[75]
- Sha-Boom — «Let’s Party» (1990) — норвежская группа
- K-Otic[нидерл.] — «Hold on my heart» (2001) — молодёжная нидерландская группа
- Мониа Шёстрём[швед.] — «Mannen med guitar» (2003) — шведская певица[76]
- Каролин Ларссон — «Hold on My Heart» и «Rainclouds» (2008)[77]
- What For — «Depuis La Nuit des Temps» (2003) — французская группа[78]
- Лена Филипссон — шведская певица[79]
- Paris[норв.] — «I do believe» (2001) — норвежская певица. Песня публикуется компанией «Columbia records»[80].
- Vanilla Ninja — «Crashing Through The Doors» — эстонская группа перевела на английский язык песню «Spegelball» (2003)[81]
- Wizex[англ.] — «Skepp utan roder» — написано совместно с Forsman. Шведская версия песни «From One Heart To Another» (с альбома Pearls of Passion, 1986)[82]
- Джилл Йонсон — «In My Own Way» — шведская певица (восьмая песня с альбома «Sugartree[англ.]», 1996, кат.№ 8355172)
- Herreys — «Vintergatan» — шведская поп-группа
- Elisabeth Andreassen — «Stjarnhimmel» (в соавторстве с Йораном Фритцоном, клавишником Gyllene Tider) — шведская певица
- Perikles[швед.] — «Namn Och Nummer» (1993, из одноимённого альбома)
- Ann-Louise — «Stay» [Radio Edit] (совместно с Матсом МП Перссоном) (альбом Wonder Wheel, 1997) — демоверсия записана Пером для бонус-диска к книге Роберта Торзелиуса «The Look for Roxette»
- Frida — «Threnody» (1982) — солистка группы ABBA

## Музыканты и другие люди, оказавшие влияние на творчество Гессле
В 2005 году вышел альбом Son of a Plumber (рус. Сын водопроводчика), как бы отдавая дань отцу музыканта, который был водопроводчиком по профессии. Одна из песен, «Kurt, the fastest plumber on the West» посвящена ему, как человеку, оказавшему влияние на творчество сына.
После выхода альбома Roxette Have a Nice Day (1999) Пер рассказал в интервью, что песня «Cooper» хоть и рассказывает о девушке по фамилии Купер, могла бы быть об Элисе Купере, поклонником которого он является.
Не раз в интервью Пер (как и Мари Фредрикссон) в числе исполнителей, оказавших влияние на Roxette, называл Леонарда Коэна, Джони Митчелл, Дэвида Боуи, Тома Петти, The Ramones и, в особенности, The Beatles.
Приняв участие в записи кавер версий на песни группы The Ramones «I wanna be your boyfriend» и «Sheena is a punk-rocker» для альбома Tribute to Ramones (2001), Гессле рассказал что творчество этого коллектива оказало огромное влияние на его собственную музыку.
Кристофер Лундквист, продюсер, аранжировщик и гитарист, с 1994 года непрерывно работающий с Пером, рассказал в интервью о том, что при записи альбома Пер часто приносит какие-то записи в своем мп3-плеере, современные, или из 1960-70 годов и говорит: «вот это отличная запись, давайте сделаем аранжировку песни в таком стиле».
Пер очень высоко ценит альбом «Nancy & Lee» (1968), записанный Нэнси Синатра и Ли Хезлвудом. Его любимые песни: «Summer Wine» и «Some Velvet Morning», особенно музыкант отмечает гитарную аранжировку Билли Стрэнджа. На творчество музыканта повлияли многие артисты жанра кантри: Грэм Парсонс, Эммилу Харрис, Нил Янг (периода «Harvest»), а также Джим Ривз. Во время записи его восьмого студийного альбома «En vacker natt» (2017) в Теннесси принимал участие Дан Дагмор, который играл с кумирами юности Гессле: Линда Ронстадт, Стиви Никс и Джеймс Тейлор. В альбоме «En vacker dag» (2017) Гессле поёт дуэтом со шведским певцом Йаном Хольмом, которым он восхищался в детстве и даже писал ему письма, будучи подростком.
В интервью в апреле 2017 года Пер рассказал, что его сильно потрясла смерть Леонарда Коэна и Дэвида Боуи, которыми он восхищался.

## Отзывы критиков и других музыкантов
Мы играем музыку, которая не портится от критики…(Пер Гессле)Оригинальный текст (англ.)We play music that doesn't go down well with critics...

В качестве одной из половин дуэта Roxette, Пер Гессле стал одним из самых успешных шведских музыкантов. Гессле работал над тем, чтобы добиться успеха во всем мире на протяжении всей своей карьеры. Когда поп-группа Gyllene Tider, участником которой он был, не смогла сделать этого — но все же стала одной из самых продаваемых групп в Швеции — он распустил группу и попробовал сольную карьеру, пока, наконец, не остановился на формате дуэта в Roxette, вместе с Мари Фредрикссон. С тех пор Гессле сочетает Roxette и сольное творчество.
- Критик музыкального сайта Allmusic Jason Damas, считает, что: «Пер Гессле всегда был самой интересной частью Roxette»[89].
- Супруга Пера считает что его альбом Party Crasher записан в стиле 1970-80-х, как будто музыканты Bee Gees играют вместе с Gyllene Tider. Продюсер и клавишник, Кларенс Офверман, считает, что это лучший альбом Гессле, который они записали вместе[58].
- Когда у Мари Фредрикссон спросили в интервью о её первом впечатлении о Гессле, когда она его впервые увидела, певица ответила: «He is… very tall» (Он… очень высокий)[20].
- Солист Savage Garden Даррен Хейз говорил в интервью, что стиль группы формировался, в том числе, и под влиянием музыки Roxette, также он считает Пера одним из величайших композиторов поп-песен[90].
- Старший брат музыканта Бенгт Гессле не является поклонником творчества Пера. Более того, он считает что песни вокалиста Gyllene Tider «слабы и бессмысленны»[91].
- Шведская газета «Aftonbladet» довольно высоко оценила второй англоязычный сольник Пера, диск получил 3 «плюса» из 5 возможных[92].
- Газета «Aftonbladet» не раз называла Пера «Королём поп-музыки»[5][6].
- «Поп-королём» назвали Пера и музыкальные критики газеты «Expressen»[93].
- Шведскоязычная финская газета yle.fi пишет, что Гессле — самый популярный шведский исполнитель, известный в США, даже более известный, чем ABBA, а его песни стали бессмертной поп-классикой в родной Швеции[94].

## Награды

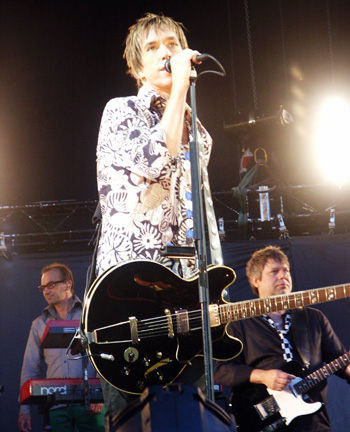
Кларенс Офверман, Пер Гессле и Матс МП Перссон. 19 июля 2007, Хельсингборг, Швеция

Среди многочисленных номинаций и наград, которые получил музыкант за свою более чем тридцатилетнюю карьеру, можно выделить некоторые:
- 1989 год — лучший композитор (Look Sharp!) — «Грэммис»[95]
- 1997 год — лучший артист (Gyllene Tider) — «Грэммис»[95]
- 1997 год — лучшая песня (Gyllene Tider — «Gå & Fiska!») — «Грэммис»[95]
- 2003 год — приз Guldapa (Золотая обезьянка) от Radio Rix: артисту, чьи песни чаще всего исполняются в эфире радиостанции[96]
- 2004 год — 3 награды Rockbjörnen[англ.] от шведской газеты Aftonbladet: лучший исполнитель, лучшая песня и альбом года[97]
- 2004 год — 4 награды (шведский Грэмми): артист года, песня года («Här kommer alla känslorna»), лучший поп-музыкант, композитор года[95]
- 2004 год — лучший скандинавский артист[98]
- 31 октября 2005 год — лучший скандинавский артист года по версии Nickelodeon Kids Choice Awards[99]
- 2007 — почётный гражданин муниципалитета Хальмстада[100].
- 7 октября 2008 года в Лондоне приз BMI за «Четыре миллиона радио трансляций песни „Listen to your heart“ в США»[101][102]
- 30 ноября 2023 года — культурная награда муниципалитета Хальмстада (швед. Halmstads kommuns kulturpris). Гессле был одним из 55 номинированных деятелей культуры. В 2023 году размер награды составил SEK 30 000. Формулировка комитета: «Комитет по культуре считает этого музыканта равным Хальмстаду. Он начал свою карьеру с развлечений и выступлений в домах престарелых в муниципалитете, и с тех пор внес свой вклад в превращение Хальмстада в музыкальный мегаполис. Мы не думаем, что в муниципалитете или в стране найдется кто-нибудь, кто не смог бы напеть хотя бы одну песню Пера Гессле. Он культурная личность, создавшая невероятную сокровищницу песен и текстов, способных вызвать все эмоции одновременно.» (последние слова — являются отсылкой к названию одному из самых значимых хитов Гессле 2003 года «Här kommer alla känslorna (på en och samma gång)»)[103].

### Номинации «Грэммис»
- 1991 год — лучший композитор (Joyride)[104]
- 1997 год — лучший видеоклип («Kix»)[105]
- 2003 год — лучший певец, лучший скандинавский исполнитель, лучшая песня (Radio NRJ)[106]
- 2007 год — лучший концерт[107]

## Музыка в кино
Многие песни, написанные Пером звучат в самых различных фильмах шведского и иностранного производства.
- В начале фильма «Sånt är livet» (Такова жизнь), реж. Колин Нютле, (1996) главная героиня в исполнении Хелены Бергстрём исполняет на рояле «It Must Have Been Love», написанную Пером Гессле[108].
- В молодёжной драме «Fucking Åmål» (Чертов Омоль = Покажи мне любовь) (1998), реж. Лукас Мудиссон (Lukas Moodysson) прозвучала песня Пера «Nar vi två blir en», написанная для его шведской группы Gyllene Tider[109].
- Для своей картины «Spun» (2002) шведский режиссёр Йонас Окерлунд использовал песню «Stupid». Оригинальная версия была издана в сольном альбоме Пера в 1997 году, однако специально для фильма Пер перепел её вместе с Мари Фредрикссон. Именно в исполнении Roxette, эта песня вошла в официальный саундтрек к фильму[110].
- В шведском фильме ужасов «Låt den rätte komma in» (2008) (Впусти меня) звучит композиция «Kvar i min bil» (Забытый в моей машине) три раза. Песня была записана в 2007 году во время работы над альбомом «En handig man» и длится примерно три минуты[111].

### Официальные сайты
- gessle.com — официальный сайт Пера Гессле
- roxette.se — официальный сайт Roxette
- gyllenetideronline.com — официальный сайт Gyllene Tider
- Пер Гессле в X

### Неофициальные сайты
- The Daily Roxette Архивная копия от 1 мая 2021 на Wayback Machine — все самые последние новости о Roxette и Пере Гессле (англ.)
- The Lonely Boys Архивная копия от 30 сентября 2006 на Wayback Machine (англ.)